# Bahnhof Lette (Kr Coesfeld)
Der Bahnhof Lette (Kr Coesfeld) ist ein Haltepunkt der Bahnstrecke Dortmund–Gronau. Das Bahnhofsgebäude wurde 1990 in ein ehrenamtlich betriebenes Museum umgewandelt.

## Das Empfangsgebäude
Das Empfangsgebäude von Lette wurde im letzten Viertel des 19. Jahrhunderts aus Backstein im Rundbogenstil als zweiachsiges, giebelständiges Bauwerk unter flach geneigtem Satteldach errichtet. Der Stellwerksraum und Güterabfertigung wurden nach der Jahrhundertwende angebaut. Zunächst war Lette nur eine kleine Haltestelle im bäuerlichen Westmünsterland, hatte dafür aber bereits eine eigene Bahnhofsgaststätte. Diese wurde allerdings bei der Übernahme durch die Preußische Staatseisenbahn wieder geschlossen.

## Die Anlagen des Bahnhofs

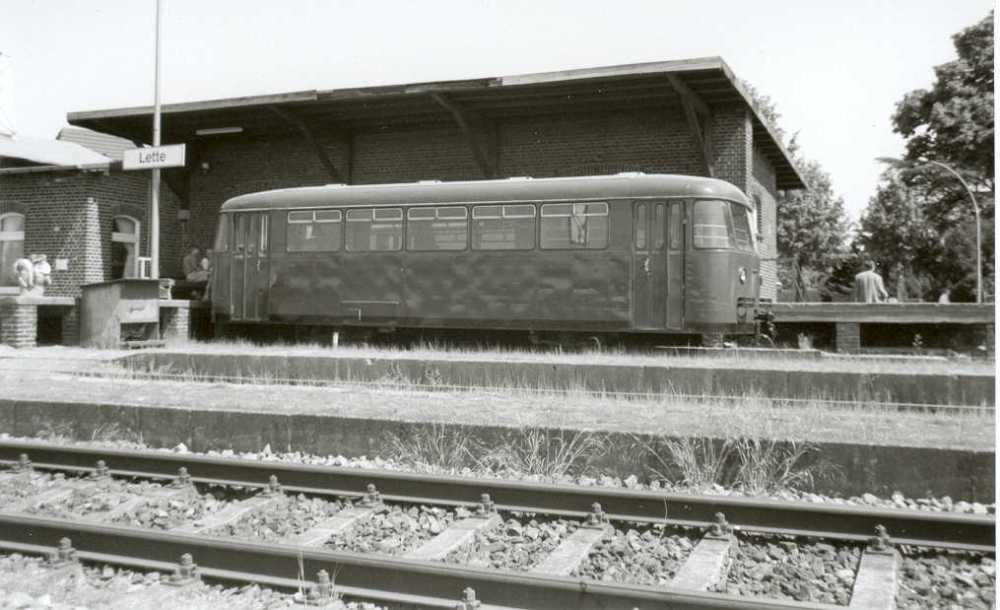
Güterabfertigung des Bahnhofs Lette (Kr Coesfeld) mit dem musealen Teil eines Schienenbusses

Die Dortmund-Gronau-Enscheder Eisenbahn-Gesellschaft ging am 1. Januar 1903 in das Eigentum der Preußischen Staatsbahn über. Um 1907 wurde die Haltestelle zum Bahnhof aufgewertet und bekam ein zweites Gleis für Zugkreuzungen, erweiterte Signalanlagen sowie ein Ladegleis. Zu jener Zeit war in Lette eine eigene Rotte für die Unterhaltung der Bahnanlagen stationiert. Die Eisenbahn war nicht nur als Verkehrs-, sondern auch als Dienstleistungsunternehmen zu einem wesentlichen Sozial- und Wirtschaftsfaktor des kleinen Ortes geworden. Die Station Lette war von 1908 bis 1959 ein selbständiger Bahnhof mit eigenem Vorsteher, dann wurde sie dem Bahnhof Coesfeld untergeordnet. Das letzte Personal wurde am 23. Oktober 1990 abgezogen, seitdem ist Lette nur noch ein unbesetzter Haltepunkt.

## Der Betrieb auf dem Bahnhof in Vergangenheit und Gegenwart
Mitte der 1950er Jahre beförderte die Bahn noch den Großteil der Güter. So leistete sie einen wichtigen Beitrag zum Leben auf dem Lande. Seit Juni 1993 gelangen keine Güter als Wagenladung über die Schiene nach Lette. Unter Regie der DB fuhren bis zum 11. Dezember 2004 16 Zugpaare im Stundentakt im Personennahverkehr auf der Bahnstrecke Dortmund–Gronau. Bei unverändertem Fahrplan wurden die Fahrten von Dezember 2004 bis Dezember 2011 von der Prignitzer Eisenbahn GmbH durchgeführt. Seit Dezember 2011 ist die Betriebsführung wieder
mit Talent-Triebwagen in Händen der DB Regio AG, Region NRW. Nach Auflösung der Bundesbahndirektion Münster am 31. Dezember 1974 gehörte der Bahnhof Lette zur BD Essen bis zu deren Auflösung 1994.
| Linie | Verlauf | Takt                                              |
| ----- | --- | ------------------------------------------------- |
| RB 51 | Westmünsterland-Bahn: Dortmund Hbf – Dortmund-Kirchderne – Dortmund-Derne – Lünen-Preußen – Lünen Hbf – Bork (Westf) – Selm-Beifang – Selm – Lüdinghausen – Dülmen – Lette (Kr Coesfeld) – Coesfeld (Westf) – Rosendahl-Holtwick – Legden – Ahaus – Epe (Westf) – Gronau (Westf) – Glanerbrug – Enschede De Eschmarke – Enschede Stand: Fahrplanwechsel Dezember 2023 | 60 min 20/40 min (Dortmund–Lünen, nicht sonntags) |

### Die Triebfahrzeuge und Sicherheitsmaßnahmen

Der Schrankenposten 43 in der Nähe des Bahnhofs

Während Anfang der sechziger Jahre noch die Dampflokbaureihen 24, 38.10 (preußische P 8), 50 und 78 (preußische T 18) im Personen- und Güterzugverkehr dominierten, wurde die Strecke Dortmund–Coesfeld Mitte der 1960er-Jahre ganz von den Dieselloks und Dieseltriebwagen sowie den Akkumulatortriebwagen übernommen. Die DB setzte zuletzt nur noch die älteren Dieseltriebwagen der Baureihe 624/924 und die moderneren, jedoch weniger Platz bietenden Baureihe 628/928 und Talent-Triebwagen ein. Letztere wurden von der Prignitzer Eisenbahn GmbH ausschließlich zum Einsatz gebracht. Aktuell setzt DB Regio AG, Region NRW ebenfalls Talent-Triebwagen ein.
Die Eisenbahn brachte nicht nur Fortschritt, sondern auch Unfallgefahren mit sich. Um Kollisionen mit dem wachsenden Verkehr auf schienengleichen Überwegen zu vermeiden, mussten Schranken und Wärterhäuschen eingerichtet werden.

## Das Eisenbahnmuseum
Die DB hatte bereits dem Abriss des Bahnhofsgebäudes zugestimmt. Damit wäre eines der letzten noch erhaltenen historischen Gebäude des Dorfes und ein Musterbeispiel westfälischer Eisenbahnarchitektur unwiederbringlich verloren gewesen. Ein am 22. Mai 1990 gegründeter Verein von Eisenbahnenthusiasten nahm sich jedoch der Anlagen des Bahnhofs Lette an. Durch großen Einsatz konnte dem Bahnhof mitsamt den technischen Innen- und Außenanlagen und dem in seiner Bauweise einzigartigen Fachwerk-Schrankenposten 43 am 28. Januar 1991 der Denkmal-Status verliehen werden. Das hat die Deutsche Bahn nicht daran gehindert, im November 2000 einen Teil der Gleisanlagen zu entfernen.
In den Räumen des Museums finden wechselnde Ausstellungen statt, die neue und alte Aspekte der Bahngeschichte wie auch aktuelle Verkehrsthemen beleuchten. Weiterer Schwerpunkt ist das Leben der Eisenbahner auf einem kleinen Bahnhof wie in Lette.

### Räumlichkeiten des Museums
Im ehemaligen Empfangsgebäude des Bahnhofs wird in einer Dauerausstellung die original erhaltene Einrichtung gezeigt. Eine Besonderheit stellt die vollständig erhaltene Hebelbank des Stellwerkes mit Blockkasten dar. Sie ist noch voll funktionstüchtig, so dass ein vorbildgerechter Betriebsablauf im Stellwerk demonstriert werden kann. Die Räumlichkeiten sind ausgestattet mit vielen Arbeitsutensilien des täglichen Bedarfs der Eisenbahner. Aus dem originalen Fahrkartenschrank werden heute die Eintrittskarten für das Museum verkauft. In der Mitte des Dienstraumes werden bei Bedarf Stellwände zur Präsentation von Plakaten, Fotos und dergleichen mehr errichtet zur Ergänzung der Ausstellungen im ehemaligen Warteraum.
Die wachsende Sammlung des Museums umfasst Modelle, Eisenbahnschilder, Fotos, Originalakten und Pläne des Bahnhofs Lette, Signallaternen, Schaffnerzangen, Uniformstücke, Dienstmützen, historische Plakate, Lokomotivteile, Werkzeuge und vieles mehr.

### Außenbereich und der Museumsgarten

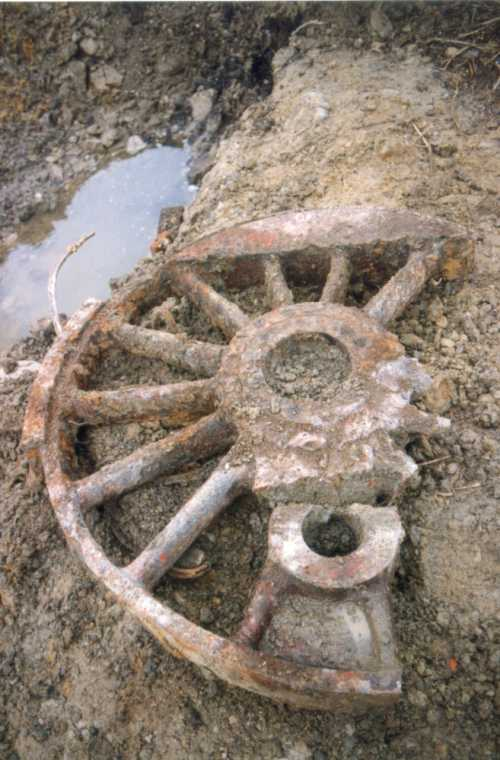
Das ausgegrabene Rad einer Dampflokomotive

Bei Kanalisierungsarbeiten im Coesfelder Gewerbegebiet kam am 7. Januar 1992 unerwartet ein Relikt aus dem Zweiten Weltkrieg wieder ans Licht, ein Dampflokkuppelrad. Die 14 Speichen und der Durchmesser von 1,40 Meter lassen darauf schließen, dass es von einer preußischen G 10 (DR/DB-Baureihe 57.10-40), einer fünfachsigen Zweizylinder-Güterzuglok, abgesprengt wurde. Es wurde zusammen mit 1998 aus Bombenkratern im Coesfelder Rangierbahnhof geborgenen Radsätzen und Resten eines russischen Güterwagens als umgespurte Kriegsbeute sowie einem französischen Speichenradsatz der Chemin de Fer de l’Est im Museumsgarten aufgestellt. Hinzu kommen die dem Verein gestifteten Schornsteine der Dampflokomotiven P 8 (38 3553) und G 8 (55 4647).
Coesfelder Eisenbahner-Pensionäre errichteten das Ehrenmal für die Opfer beider Weltkriege neu. Am 21. Mai 2000 wurde die Ehrenurkunde mit Namen und Daten von 122 gefallenen Eisenbahnern darin eingemauert.
Die erhaltenen großen Haupt- und Vorsignale wurden im Museumsgarten aufgebaut, die Besucher vom Stellwerksraum aus bedienen können. Im Bahnhofskeller wird eine große Märklin-Modellbahnanlage im Maßstab H0 vorgeführt. Sie zeigt einen Abzweigbahnhof an einer zweigleisigen Strecke mit Betriebswerk in einer Vorgebirgslandschaft. Vom Bahnhof aus führt eine Schmalspurbahn zu einem höhergelegenen Steinbruch. Über ein Schienenwendel wird der Schattenbahnhof unter der Hauptplatte erreicht.
Nur ein einziger der vier Letteraner Schrankenposten ist als Posten 43 vom Abriss verschont geblieben und dient als Beispiel für die Anlage einer ehemals typischen mechanischen Schrankenanlage mit äußerem Kurbelgehäuse. Der im Museumsgarten originalgetreu neu errichtete Fachwerkbau legt Zeugnis ab für die verkehrsgeschichtliche Entwicklung der Eisenbahn-Sicherungsanlagen und für die Arbeitsbedingungen der Eisenbahner verschiedener Epochen. Hinzu kommen einige Masten für Telegraphenleitungen und ein kleines Fernsprechhäuschen.
In weiteren Kellerräumen entsteht das große Vereinsarchiv mit Originalunterlagen, Dienstvorschriften, Plänen etc. Neben dem Schienenbusbeiwagen VB 142 526 (995 526-1, erbaut 1955, von der Almetal-Bahn erworben und am 25. Oktober 1993 nach Lette transportiert) dienen ein historischer G10 als Werkstattwagen (umgebaut als Bauzugwagen der ehemaligen Fahrleitungsmeisterei Krefeld, am 20. November 1998 aus Bocholt nach Lette transportiert) und ein weiterer Güterwagen zur Aufbewahrung von Sammlungsstücken, ein Gms-Güterwagen steht dem Fahrradverleih des Heimatvereins Lette zur Verfügung. Ein Kleinlokschuppen vor dem Bahnhof bietet dem Schienenfahrrad Schutz. Dank eines Sponsors wurde 2004 die Güterabfertigung komplett restauriert, mit Küche und Sanitäreinrichtungen versehen und in einen Begegnungs- und Ausstellungsraum umgewandelt. Der Bahnhofsvorplatz wurde im August–September 1998 neu gepflastert; ein Coesfelder Ratsmitglied stiftete eine Silberlinde für dessen Mittelpunkt. Im Zuge der Pflasterungsarbeiten wurde der Museumsgarten angelegt und bepflanzt.

### Das Museumskonzept
Wechselnde Ausstellungen im Bahnhof zeigen immer neue Einblicke in die Eisenbahngeschichte:
- „Querschnitt durch die Eisenbahngeschichte“,
- „Faszination: Kinder und die Eisenbahn“,
- „Vom Glück des Reisens mit der Eisenbahn“,
- „Krieg auf Schienen. Die Eisenbahn als Handlanger und als Opfer im Kriege“,
- „Es werde Licht! – Die Eisenbahn im Kampf gegen das Dunkel“,
- „Coesfeld – seine Eisenbahnen und seine Eisenbahner“,
- „Züge, die nie ankamen …- Unfälle und Unfallverhütung bei der Eisenbahn“,
- „Der Fahrplan – Geschichtliches und Interessantes über Fahrpläne und Kursbücher der Deutschen Bahnen 1835–1998“,
- „Züge ziehen an – Große Uniformmodenschau am Bahnhof“,
- „Als den Zigarettenschachteln noch Bildchen beilagen … Die Eisenbahn auf Sammelbildern“,
- „Aus dem Mutterland der Eisenbahn: Englische Lokomotivmodelle“,
- „Die Eisenbahn im Kinder- und Jugendbuch – Henriette Bimmelbahn, Thomas die Tenderlok und ihre Gefährten“,
- „Kuriositäten rund um die Eisenbahn“,
- „Die Welt der Modellbahn“,
- „Gezähnte Schätze – Die Eisenbahn auf Briefmarken und Motivstempeln“
- „Bella Figura“: Miniaturmenschen und -tiere rund um die Modellbahn